# Frontera Hidalgo
Frontera Hidalgo est une municipalité du Chiapas, au Mexique. Elle couvre une superficie de 106,8 km2 et compte 14 416 habitants en 2015.